# Абатство Енаме
Абатство Eнаме (на нидерландски: Abdij van Ename, официално име – „Sint-Salvatorabdij“) е историческо бенедиктинско абатство, в бившето селище Енаме, днес част от гр.Ауденарде, провинция Източна Фландрия, Северна Белгия.

## История
Абатството е основано през 1063 г. от бенедиктински монаси, които издигат голям процъфтяващ манастир с името „Sint-Salvatorabdij“ (абатство на Светия Спасител). През ХІІ и ХІІІ век, по време на военни конфликти, абатството на два пъти е напълно разрушавано и впоследствие възстановявано.
През втората половина на ХVІ век калвинисти-иконоборци опожаряват абатството. През ХVІІ век абатството е възстановено наново и процъфтява до 90-те години на ХVІІІ век. По време на Френската революция, през 1795 г. манастирът е разрушен, монасите са прогонени, а абатските имоти са конфискувани и продадени от революционното правителство.
Днес руините на абатството са експонирани в музей на открито. От 1990 г. е в действие проект, наречен „ЕНАМЕ 974“, финансиран от Института за фламандско наследство и провинция Източна Фландрия. Целта на проекта е провеждане на археологически разкопки, исторически изследвания и насърчаване на местната община.

## БираЕнаме
През времето на съществуването си абатството вари в манастирската пивоварна собствена абатска бира. За нуждите на пивоварната монасите стопанисват и хмелни насаждения в близост до Ауденарде. Всичко това приключва по време на Френската революция.
Пивоварната „Brouwerij Roman“ в Ауденарде решава да подкрепи проекта „ЕНАМЕ 974“ и музея, чрез промотиране на нова абатска бира, носеща името на бившето бенедиктинско абатство. По повод открит спектакъл в руините през 1990 г., пивоварната пуска в продажба първите „Ename Dubbel“ и „Ename Tripel“. През 1997 г. пивоварната пуска на пазара и „Ename Blond“. Пивоварната активно участва в културния живот на селището, като отчислява в полза на музея, поддържащ останките от абатството, авторски и лицензионни възнаграждения за използването името на бившето абатство. През 2002 г. се появява като зимна бира и „Ename Cuvée 974“, наречена така по годината на основаването на селището Енаме.
През 1999 г. бирата е сертифицирана от Съюза на белгийските пивовари като „призната белгийска абатска бира“ (Erkend Belgisch Abdijbier) и може да носи лого, изобразяващо стилизирана чаша с кафява бира, вписана в готически прозорец-арка.
Търговския асортимент на бирата Ename включва следните марки:
- Ename Blond – светлозлатистта силна бира с алкохолно съдържание 6,5 %.
- Ename Dubbel – червенокафява силна бира с алкохолно съдържание 6,5 %.
- Ename Tripel – тъмнокехлибарена силна бира с алкохолно съдържание 8,5 %.
- Ename Cuvée 974 – медночервена силна бира с алкохолно съдържание 7,0 %.